# Anisogaster aenescens
Anisogaster aenescens là một loài bọ cánh cứng trong họ Cerambycidae.